# Cornophone
Le cornophone est une sorte de cor d'harmonie à perce conique avec un pavillon parabolique frontal, à embouchure de cor et à trois (ou quatre) pistons. Il a été inventé par le facteur Fontaine-Besson à Paris en 1889. L'instrument s'appelait à l'origine le "Cornon" et fut breveté en 1890 sous son nom actuel.
Le son se situe entre le cor d'harmonie et le saxhorn et se rapproche plus de celui du tuba wagnérien. Jusqu'à présent, les cornophones ont essentiellement été utilisés en Grande-Bretagne, où la basse est également utilisée dans l'Église anglicane pour accompagner les chœurs.

## Historique

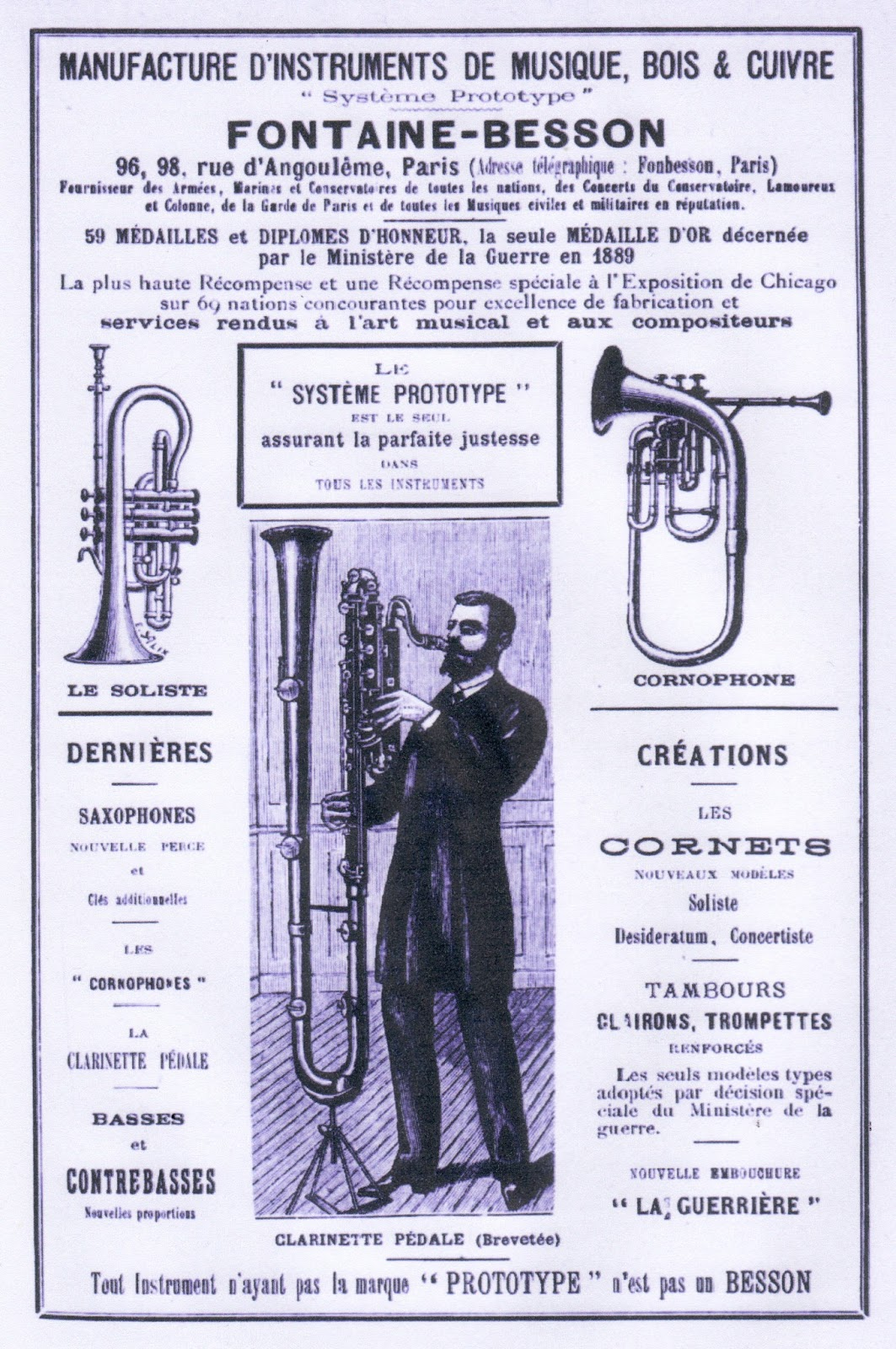
Publicité Fontaine-Besson dans l'annuaire de la musique (1895)

Des cornophones ont été employés dans l'orchestre des Concerts Lamoureux, pour remplacer les tubas wagnériens (tuben) lors des premières représentations de la Tétralogie de Richard Wagner à Paris,.

« Je serais injuste de ne pas parler du plaisir qu'a causé à tout l'auditoire M. Reine, le brillant soliste de l'Opéra, qui a fait admirer son beau talent sur le cor et sur le cornophone; encore un instrument inventé par M Fontaine-Besson pour remplacer le cor dans les orchestres d'harmonie. Le cornophone est au diapason du saxophone; mais ses harmoniques sont une octave plus bas. Le cornophone alto, en mi bémol par exemple, a exactement les mêmes harmoniques que celles du cor dans le même ton. Il a donc l'avantage sur le saxophone d'avoir un plus grand nombre de notes ouvertes dans le registre où il joue le plus communément. Son timbre se rapproche de celui du cor sans en avoir cependant la poésie. Le cornophone en si bémol aigu, qui est au diapason du bugle et du cornet à  piston, a une sonorité particulièrement agréable. Il remplacerait avec avantage, pour les solos, ces deux instruments dans l'orchestre..." »

— M. Victorin de Joncières, Revue musicale de la Liberté du 15 février 1893
Fontaine-Besson obtient pour ses instruments, y compris les cornophones, un grand prix à l'exposition universelle de 1900 de Paris.
Cet instrument n'est plus utilisé, néanmoins on retrouve son usage dans quelques orchestres au début du XXe siècle: deux cornophones  sont présents dans l'orchestre américain d'harmonie Havana Municipal Police Band en 1901.
L'absence de répertoire destiné à cet instrument a certainement contribué à son désintérêt de la part des musiciens.

## Membres
La famille se compose des 5 membres suivants:
1. Soprano en si bémol,
2. Alto en fa ou mi bémol,
3. Ténor en ut ou si bémol,
4. Basse en ut ou si.
5. Contrebasse en  fa ou mi bémol.
Tessiture écrite :
- Alto: fa dièse2 - do5. Sons réels à la quinte ou à la sixte inférieure.

Cependant, les instruments les plus graves couvrent un ambitus plus large.
Tessiture écrite :
- Ténor : fa dièse2 - sol5. Sons réels à l'octave ou à la neuvième inférieure.
- Basse : sol-1 - do4 en sons réels.